# Gjilan
Gjilan en albanais ; autre nom albanais : Gjilani) est une ville et une commune/municipalité du Kosovo. Elles font partie du district de Gjilan (MINUK). En 1991, la commune/municipalité comptait 103 675 habitants, dont une majorité d'Albanais. En 2009, la population de la commune/municipalité était estimée par l'OSCE à 130 000 habitants. Selon le recensement kosovar de 2011, la commune compte 90 015 habitants.
Selon des subdivisions établies par la MINUK, Gjilan a est le centre administratif du district qui porte son nom.

## Géographie
Gjilan est située à 47 km au sud-est de Prishtinë/Priština.

## Histoire

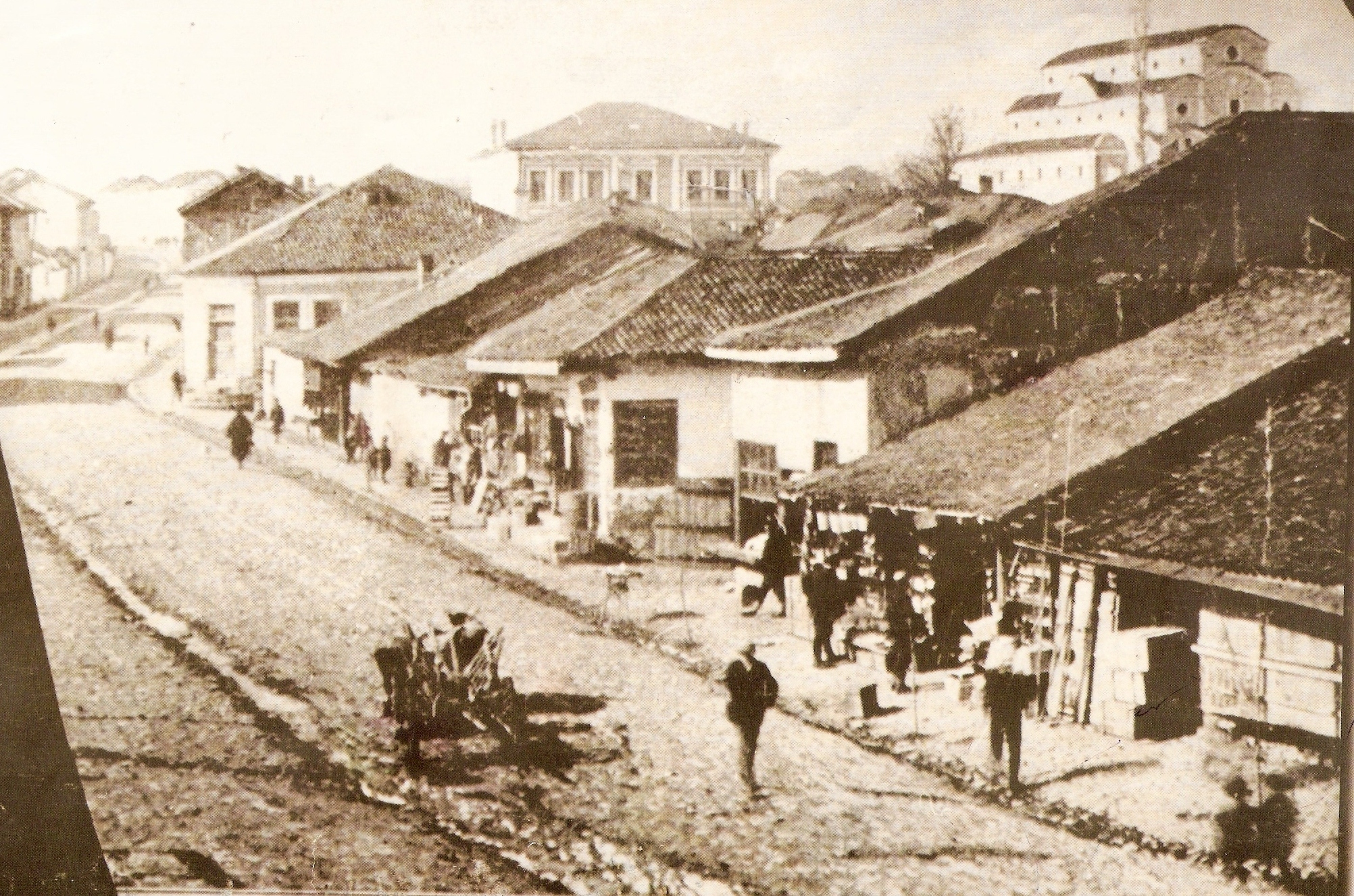
Gjilan/Gnjilane en 1925

## Localités

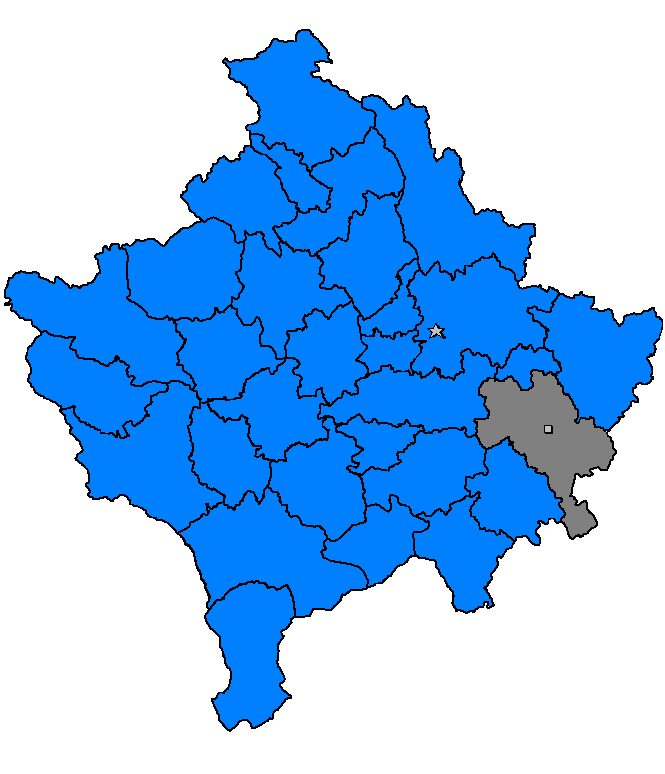
Localisation de la commune/municipalité de Gjilan/Gnjilane au Kosovo

La commune/municipalité de Gjilan/Gnjilane compte les localités suivantes :
| - Bilincë/Bilince - Bresalc/Brasaljce - Budrikë e Poshtme/Donja Budriga - Bukovik/Bukovik - Burincë/Burince - Capar/Sapar - Çelik/Čelik - Cërnicë/Cernica - Demiraj/(Žegra) - Dobërçan/Dobrčane - Dragancë/Draganac - Dunav/Dunavo - Gadish/Gadiš - Gjilan/Gnjilane - Goden/Mali Goden - Gornje Kusce/Kufcë e Epërme | - Gumnishtë/Gumnište - Haxhaj/(Žegra) - Inatoc/Inatovce - Kishnapolë/Kišno Polje - Kmetoc/Kmetovce - Koretište/Koretishtë - Kravaricë/Kravarica - Kurexh/(Žegra) - Lipovicë/Lipovica - Livoç i Epërm/Gornji Livoč - Livoç i Ulët/Donji Livoč - Lladovë/Vladovo - Llashticë/Vlaštica - Llovcë/Lovce - Makresh i Epërm/Gornji Makreš - Makresh i Ulët/Donji Makreš | - Malishevë/Mališevo - Mazgovë/Mozgovo - Muçibabë/Mučibaba - Nasalë/Nosalje - Paralovo/Parallovë - Partesh/Parteš - Pasjak - Pasjane/Pasjan - Përlepnicë/Prilepnica - Pidiq/Pidić - Pogragjë/Podgrađe - Ponesh/Poneš - Selishtë/(Žegra) - Shillovë/Šilovo - Shurdhan/Šurlane - Sllakoc i Epërm/Gornje Slakovce | - Sllakoc i Ulët/Donje Slakovce - Sllubicë/Slubica - Stançiq/Stančić - Stanishor/Stanišor - Straža/Strazhë - Stublinë/Stublina - Terzijaj/(Žegra) - Uglar/Ugljare - Velekincë/Velekince - Vërbicë e Kmetocit/Vrbica - Vrapçiq/Vrapčić - Vërbicë e Zhegocit/Žegovačka Vrbica - Zhegër/Žegra - Zhegoc/Žegovac |

## Démographie

### Évolution historique de la population dans la ville
| 1948  | 1953  | 1961   | 1971   | 1981   | 1991   | 2011   |
| ----- | ----- | ------ | ------ | ------ | ------ | ------ |
| 8 613 | 9 250 | 12 681 | 21 258 | 35 229 | 51 912 | 54 239 |

En 2011, la population de Gjilan/Gnjilane intra muros était estimée à 54 000 habitants.

### Répartition de la population dans la commune/municipalité
| Répartition par nationalités                                                                         |          |       |        |       |       |      |        |      |         |
| Année/Population                                                                                     | Albanais | %     | Serbes | %     | Roms  | %    | Autres | %    | Total   |
| 1953                                                                                                 | 24 797   | 50,87 | 19 196 | 39,32 |       |      |        |      | 48 748  |
| 1961                                                                                                 | 29 942   | 57,12 | 18 297 | 34,91 | 735   | 1,50 |        |      | 52 415  |
| 1971                                                                                                 | 43 754   | 64,45 | 20 237 | 29,81 | 1 824 | 2,69 |        |      | 67 893  |
| 1981                                                                                                 | 59 764   | 71,08 | 19 212 | 22,85 | 3 347 | 3,98 | 1 762  | 2,1  | 84 085  |
| 1991                                                                                                 | 79 357   | 76,54 | 19 370 | 18,68 | 3 477 | 3,4  | 1 471  | 1,4  | 103 675 |
| 1998                                                                                                 | 94 218   | 79,4  | 19 481 | 16,4  | 3 568 | 3    | 1 387  | 1,2  | 118 654 |
| 2011                                                                                                 | 87 814   | 97,45 | 624    | 0,7   | 361   | 0,4  | 1 379  | 1,52 | 90 178  |
| Source : Recensement yougoslave jusqu'en 1991, estimations de l'OSCE pour les données de 1998 à 2003 |          |       |        |       |       |      |        |      |         |

En 2011, la commune/municipalité de Gjilan/Gnjilane comptait environ 90 000 habitants, dont environ 87 000 sont des Albanais du Kosovo ; environ 600 Serbes vivent encore dans cette commune/municipalité, ainsi que 1 300 Turcs et 360 Roms.
Nombre de Serbes a diminué depuis le processus de décentralisation qui a été créé Municipalité de Partes.

## Politique
L'assemblée de Gjilan/Gnjilane compte 41 membres, qui, en 2007, se répartissaient de la manière suivante :
| Parti                                  | Sièges |
| -------------------------------------- | ------ |
| Parti démocratique du Kosovo (PDK)     | 16     |
| Ligue démocratique du Kosovo (LDK)     | 10     |
| Ligue démocratique de Dardanie (LDD)   | 6      |
| Alliance pour un nouveau Kosovo (AKR)  | 6      |
| Alliance pour le futur du Kosovo (AAK) | 2      |
| Parti réformiste (ORA)                 | 1      |

Qemajl Mustafa, membre du PDK, a élu maire de la commune/municipalité.

## Religions
Gnjilane (Gjilan) et ses environs possèdent plusieurs mosquées et églises orthodoxes, et était considérée comme relativement exempte de tensions avant la guerre du Kosovo.

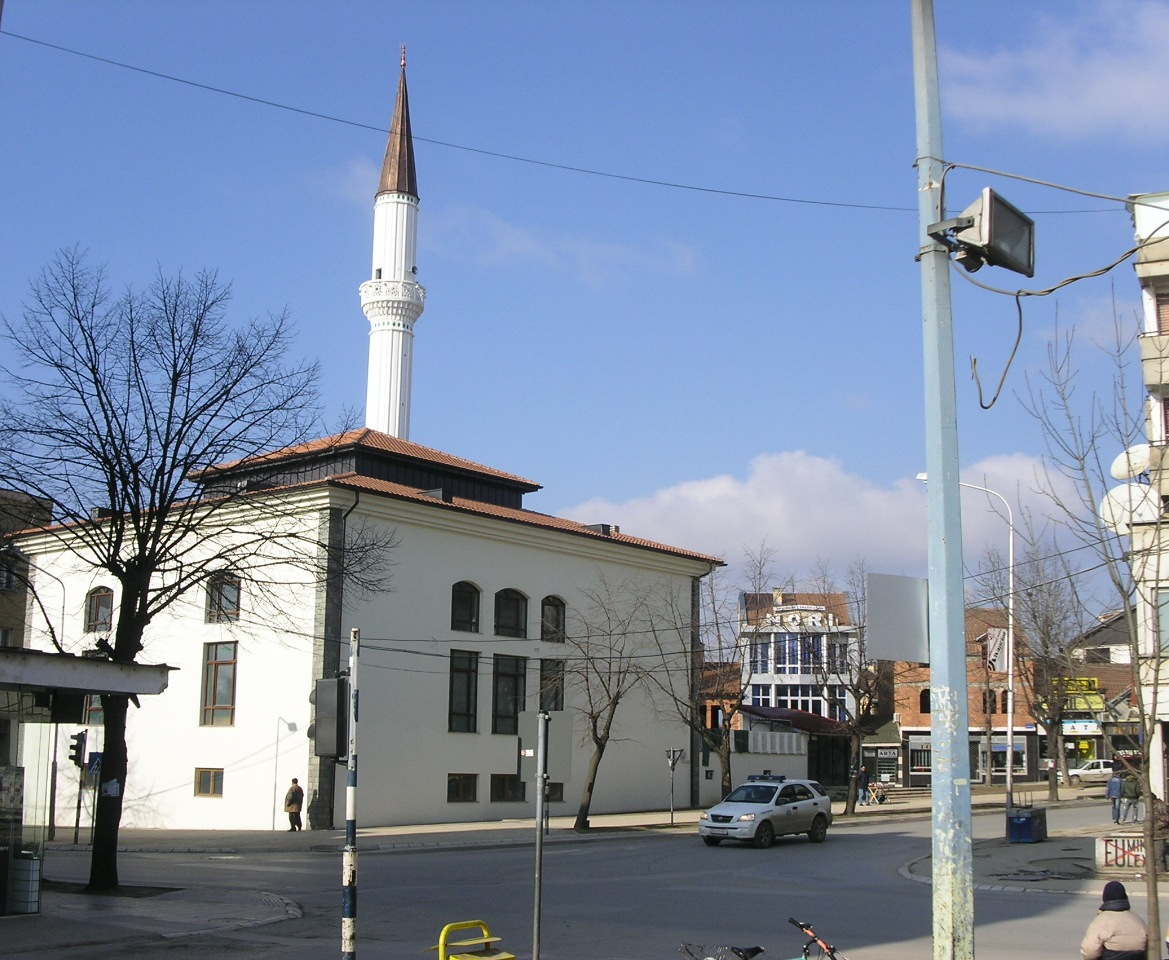
Une mosquée à Gjilan/Gnjilane
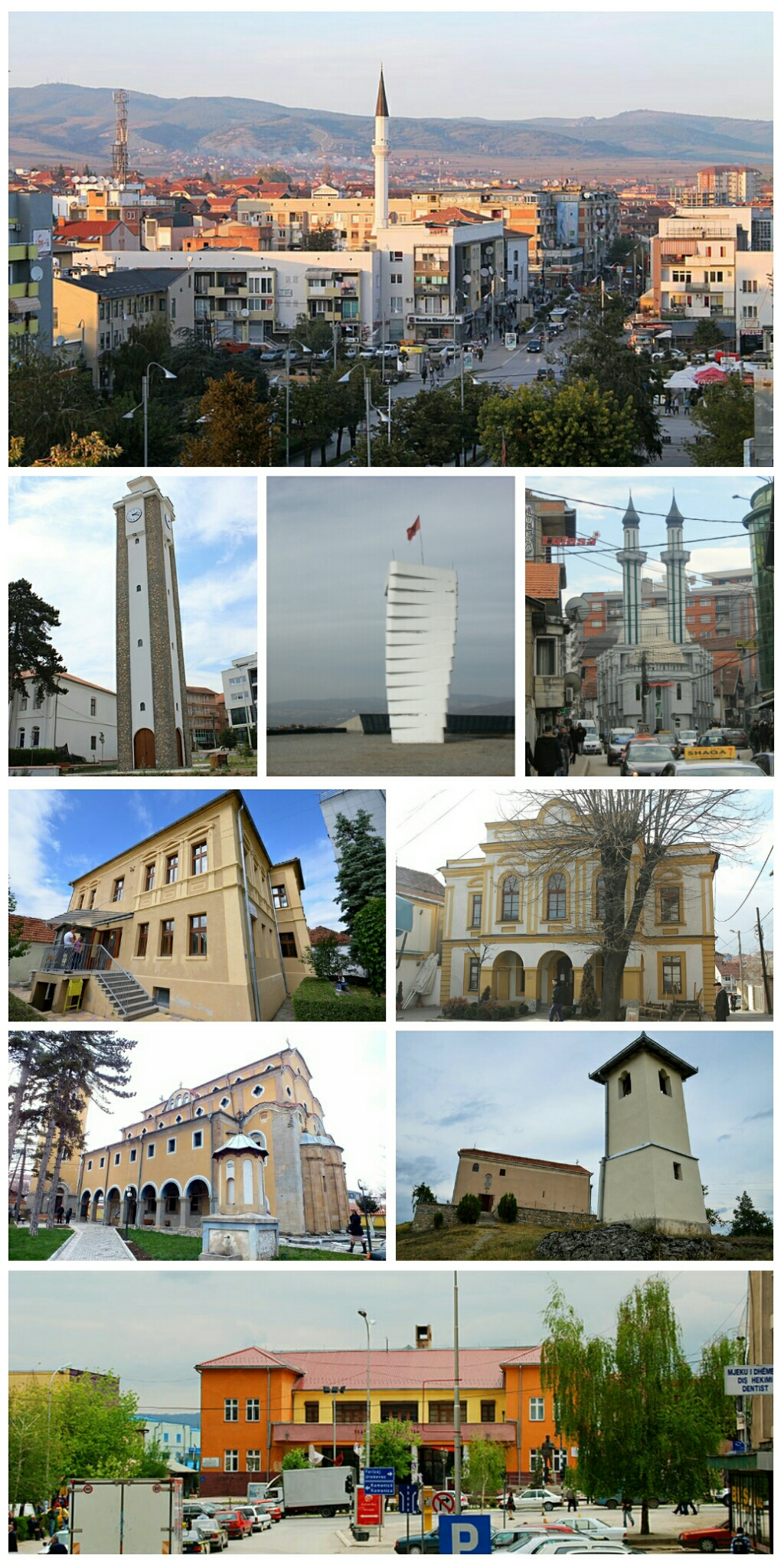
Gjilan/Gnjilane
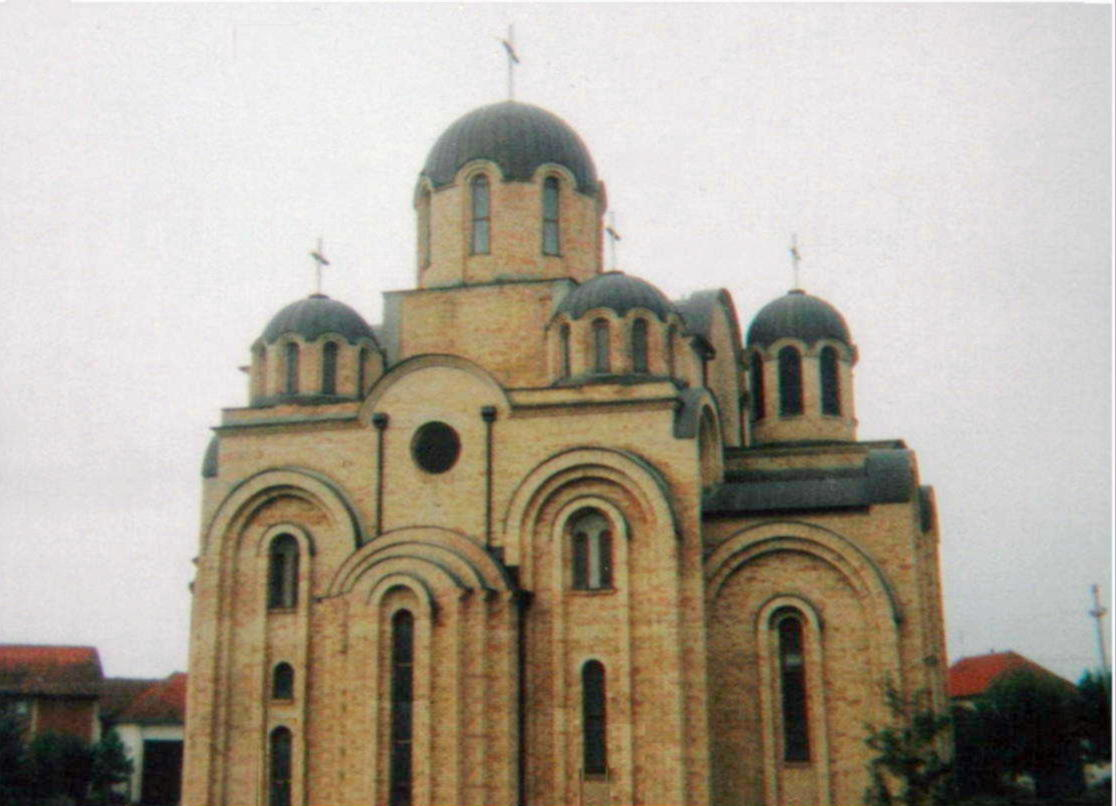
L'église de la Sainte-Trinité à Parteš

## Sport
Gjilan/Gnjilane possède deux clubs de football, le KF Gjilani et le KF Drita, un club de basket-ball KB Drita, un club de handball KH Drita, ainsi qu'un club de volley-ball, le KV Drita.

## Éducation

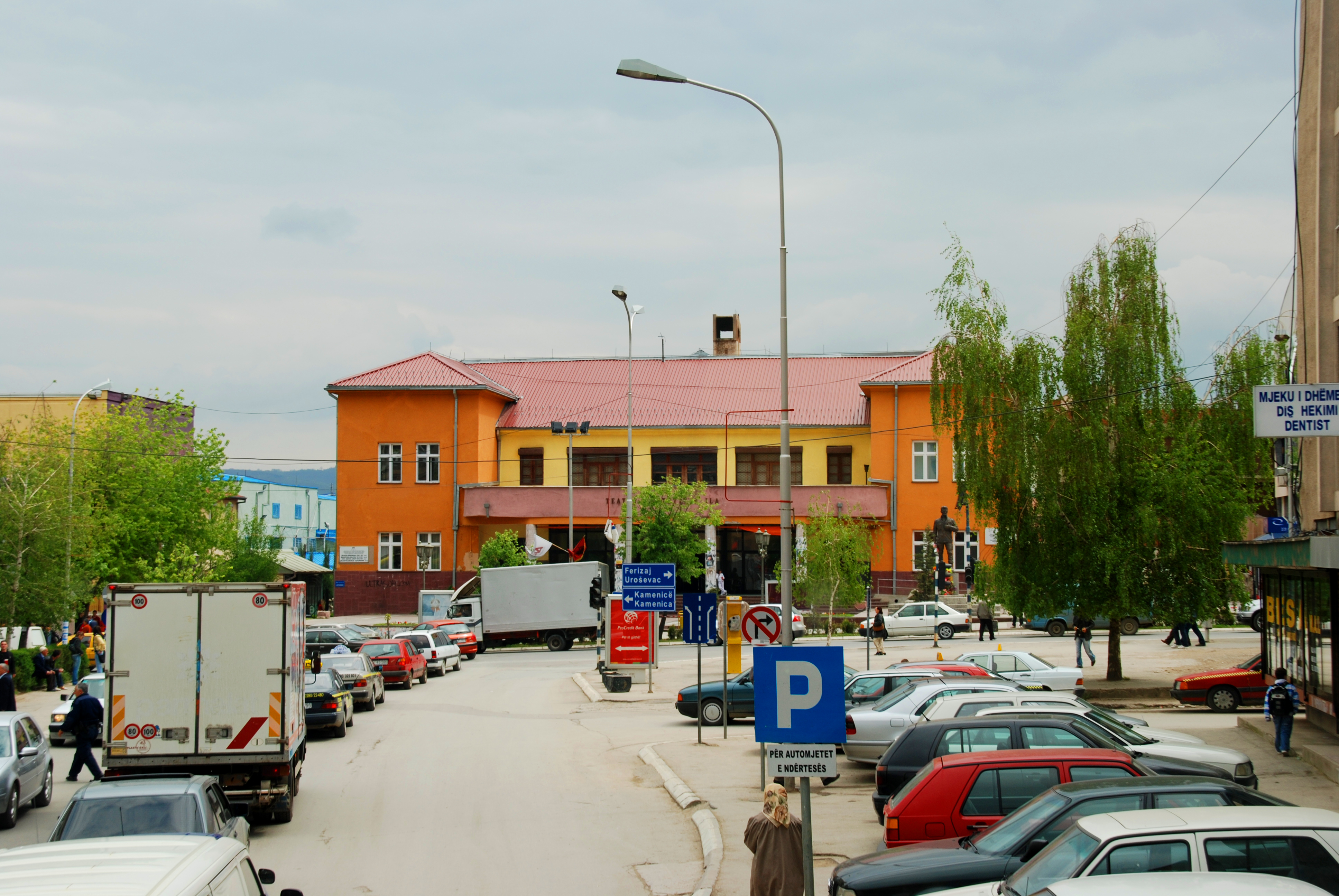
Théâtre de la ville de Gjilan

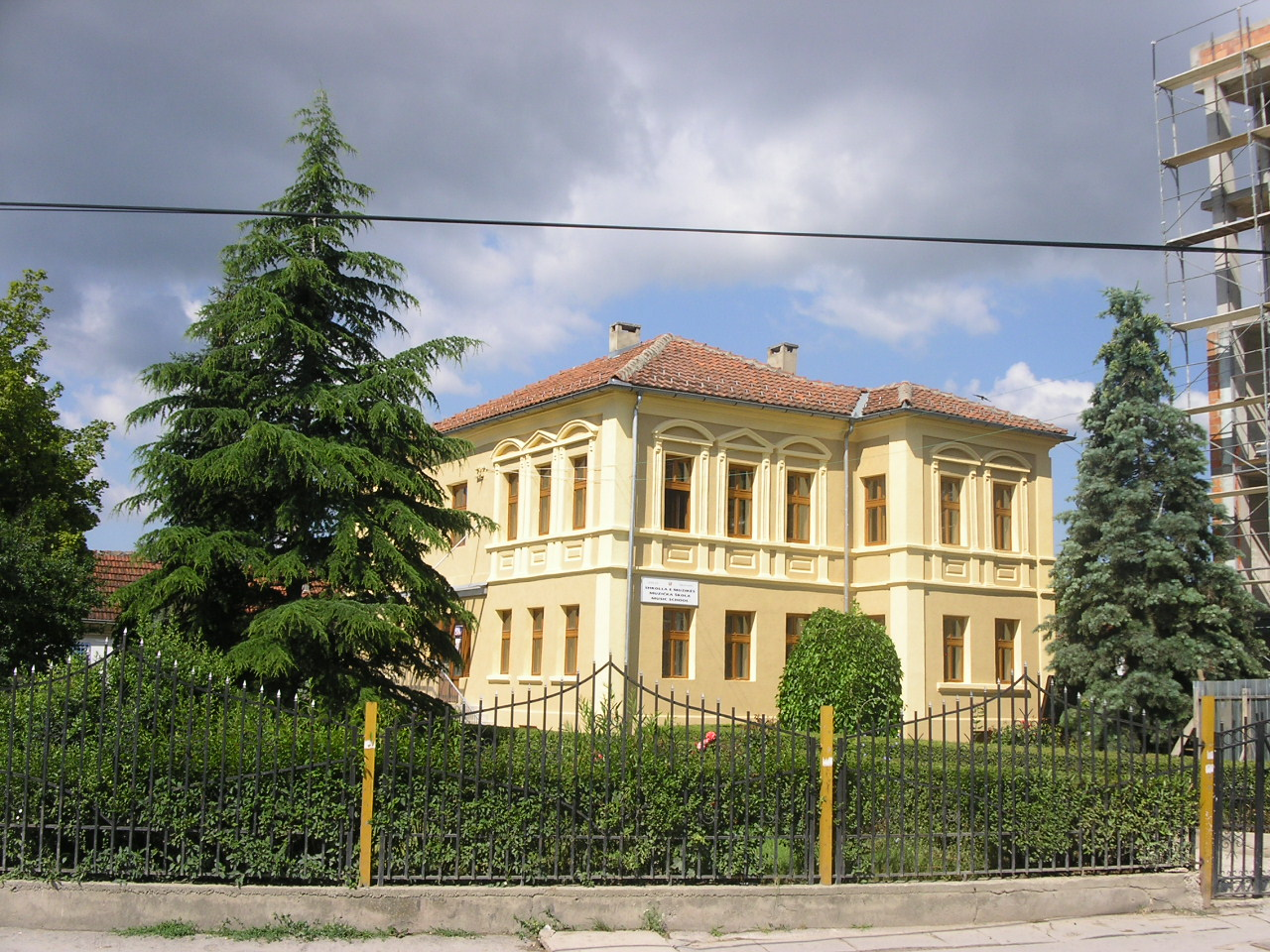
L'école de musique de Gjilan/Gnjilane

## Tourisme
Sites archéologiques
- le site de Gomula à Llashticë/Vlaštica (Xe-VIIe siècle av. J.-C.)[4]
- le tumulus illyrien de Pidiq/Pidić[5]
- le site de la Tête d'Élie à Velekincë/Velekince (IIe-Ve siècles)[6]
- le site de Grančarica à Koretište/Koretishtë (IIIe-Ve siècles)[7]
- les ruines d'une église paléochrétienne à Donja Budriga/Budrikë e Poshtme (IVe-VIe siècles)[5]
- la nécropole proto-byzantin de Gradina à Stanishor/Stanišor (VIe siècle)[8]

Monuments culturels à Gjilan/Gnjilane
- la mosquée Atik (XVIIIe siècle)[9]

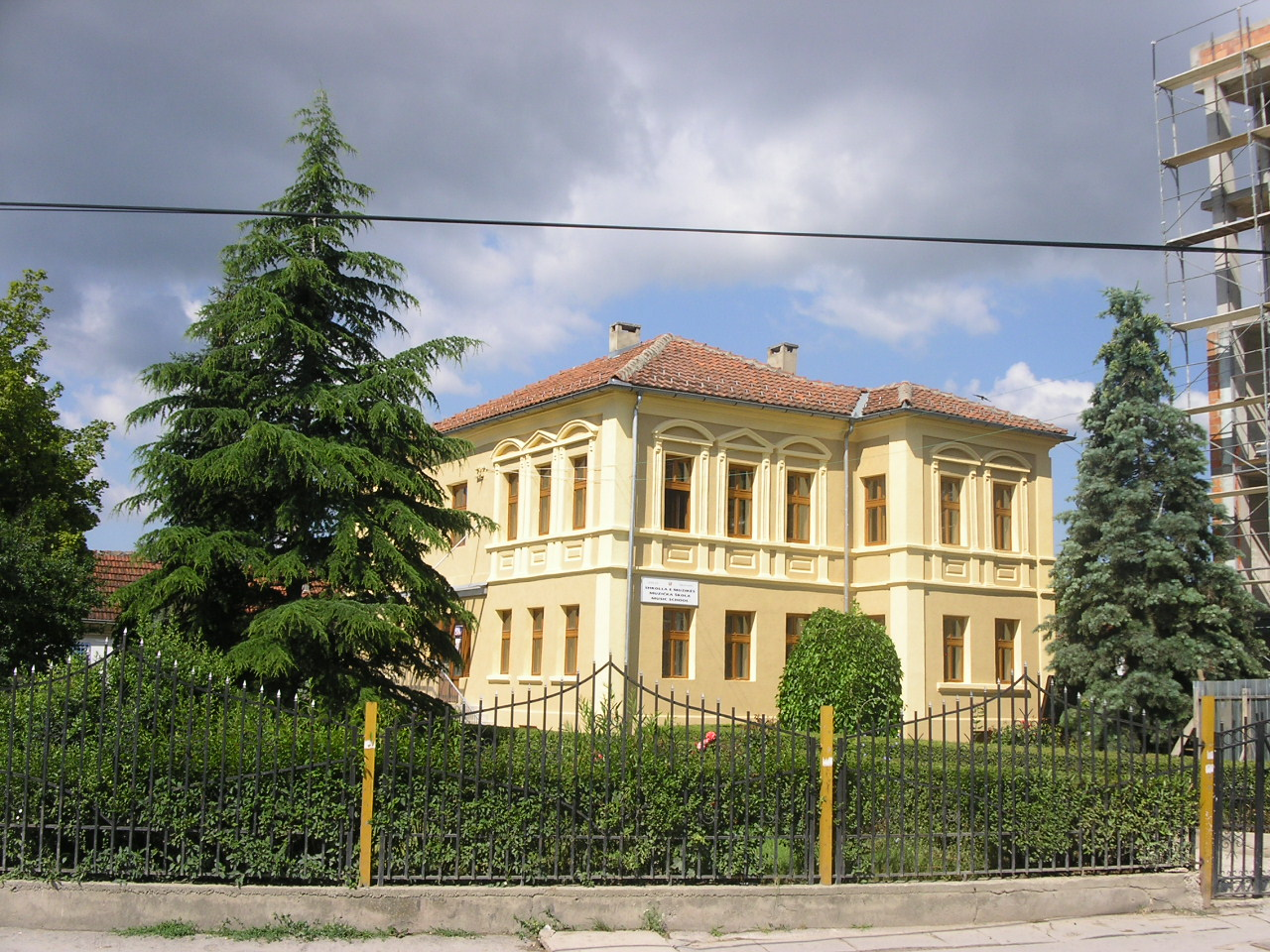
L'école de musique de Gjilan/Gnjilane

- l'église Saint-Nicolas et son cimetière (1861)[10]
- l'école de musique (1887)[5]
- la vieille église (XIXe siècle)[11]
- un ancien dépôt militaire turc (fin du XVIIIe siècle)[5]
- la maison de Jusuf Rexhepi (XIXe siècle)[5]
- la maison de Sherif Emin (XIXe siècle)[5]
- la maison de Tefik Sadiku (XIXe siècle)[5]
- la maison de Farush Okllap (XIXe siècle)[5]
- la maison de Maksut Maloku (XIXe siècle)[5]
- la maison de Zekirja Abdullah (1906)[5]
- la maison d'Isak Pozharan (1908)[5]
- la fontaine de Shah Aga[5]

Monuments culturels dans la commune/municipalité

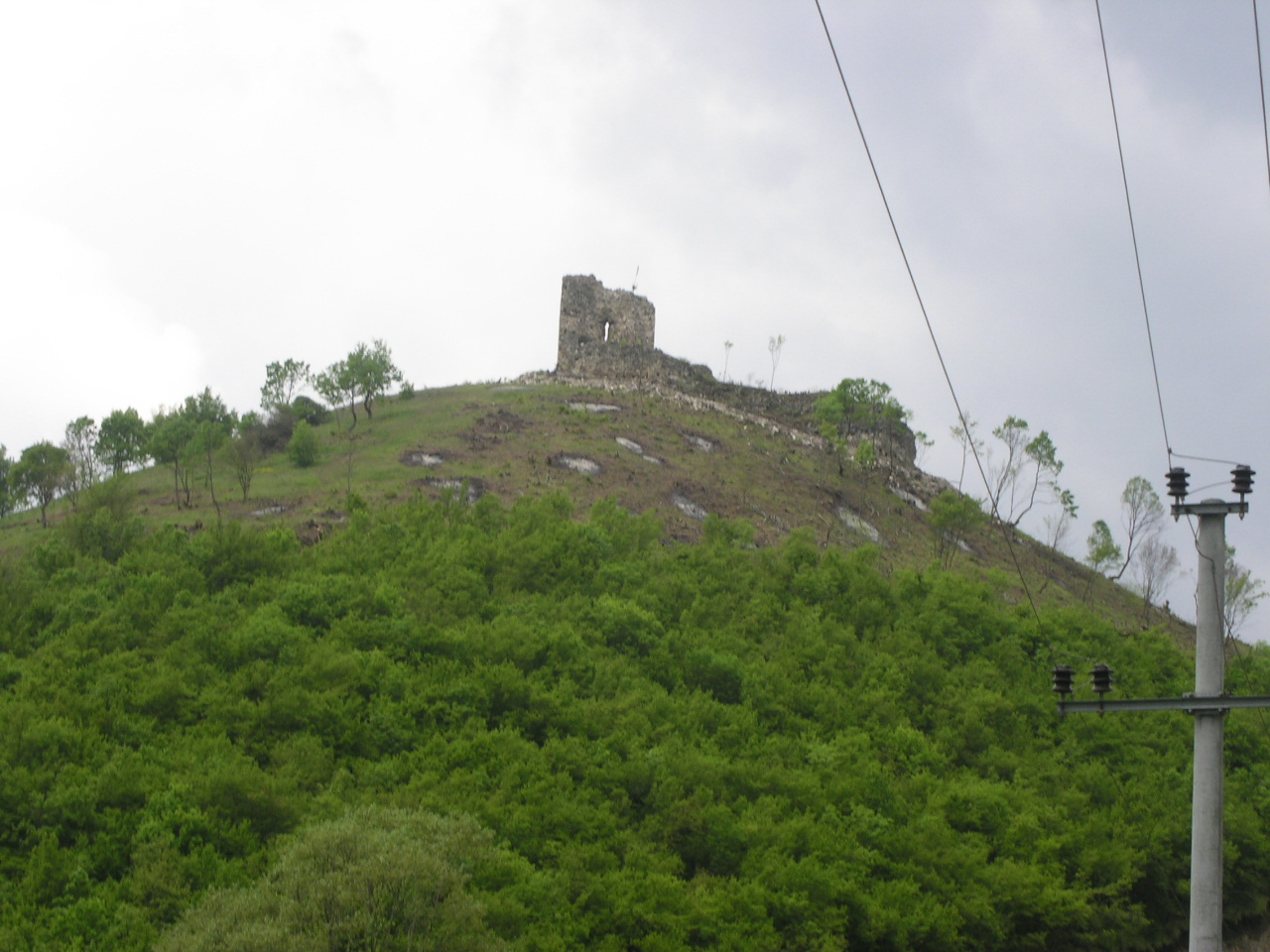
Les ruines de la forteresse de Pogragjë/Podgrađe

- les ruines de l'église Saint-Barbe de Kmetoc/Kmetovce (1375-1400)[12]
- les ruines de la forteresse de Pogragjë/Podgrađe (XVe siècle)[13]
- le monastère Saint-Nicolas de Straža/Strazhë (XVIe siècle)[14]
- la mosquée de Pogragjë/Podgrađe (1625)[5]
- la mosquée de Pidiq/Pidić (1645)[5]
- la mosquée de Sllakoc të Epërm/Gornje Slakovce (1770)[5]
- la mosquée de Cërnicë/Cernica (1775)[5]
- la mosquée de Llashticë/Vlaštica (1836)[5]
- les greniers de Feriz Llashtica à Llashticë/Vlaštica (XVIIIe siècle)[5]
- la tour-résidence de Shaq Hajdin à Terzijaj/(Žegra) (1850)[5]
- la tour-résidence de Fetah Kurexhaj à Kurexhaj/(Žegra) (1850)[5]
- la mosquée de Bresalc/Brasaljce (1856)[5]
- l'église de la Transfiguration de Pasjane/Pasjan (1861)[15]
- la mosquée de Vërbicë e Zhegocit/Žegovačka Vrbica (1866)[5]
- le han de Shefki à Vërbicë e Zhegocit/Žegovačka Vrbica (XIXe siècle)[5]
- le moulin de Haki à Vërbicë e Zhegocit/Žegovačka Vrbica[5]
- la mosquée de Muçibabë/Mučibaba (1867)[5]
- le monastère de Draganac à Dragancë/Draganac (1868)[5]
- la tour-résidence de Kadri Vebi Zeqir à Haxhaj/(Žegra) (1880)[5]
- l'ensemble architectural de Zmokëva à Burincë/Burince (XIXe siècle)[5]
- une maison ancienne à Gornji Makreš/Makresh i Epërm (XIXe siècle)[5]
- la mosquée de Llovcë/Lovce (1910)[5]
- la maison et le grenier de Sejdi Ismajl Budriga à Donja Budriga/Budrikë e Poshtme (1908-1912)[5]
- la chambre (?) de Fevzi Hoxha (1928) à Cërnicë/Cernica[5]
- la mosquée de Bukovik/Bukovik (1935)[5]
- la mosquée de Sllubicë/Slubica (1935-1936)[5]
- la mosquée de Velekincë/Velekince (1936)[5]
- la mosquée de Dunav/Dunavo (1938)[5]
- la tour-résidence de Hajdin Hajdin à Terzijaj/(Žegra) (1942)[5]
- la tour-résidence de Xhela Hajdin à Terzijaj/(Žegra) (1947)[5]
- la tour-résidence de Shah Aga à Kufcë e Poshtme/Donje Kusce (XXe siècle)[5]
- un moulin à Dobërçan (Miresh)/Dobrčane[5]
- des moulins sur le lac à Përlepnicë/Prilepnica[5]
- la maison de la culture de Përlepnicë/Prilepnica[5]

## Personnalités

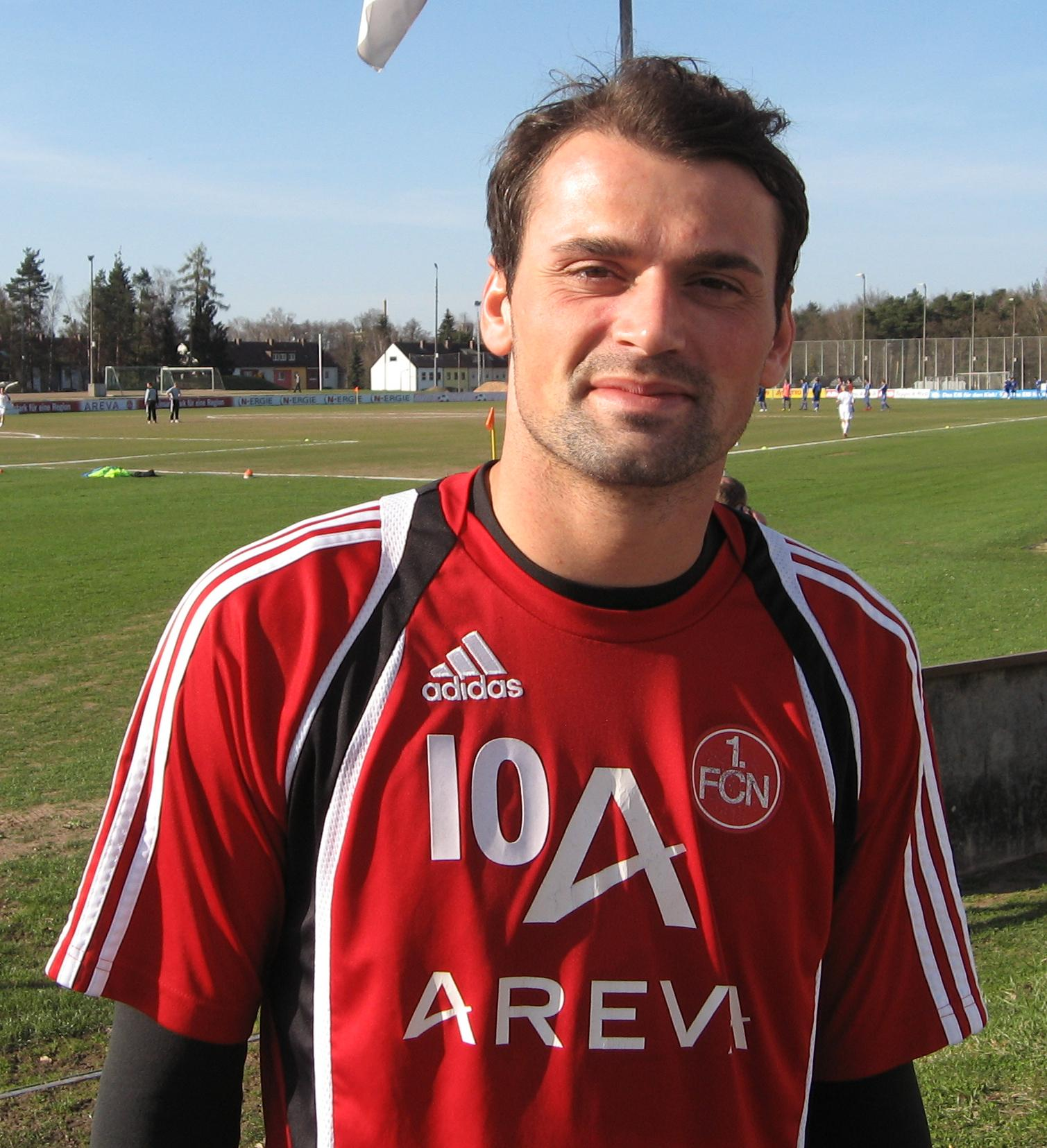
Le footballeur Albert Bunjaku

- Idriz Seferi (1874–1927), chef du mouvement albanais dans la région ; La statue d'Idriz Sefer

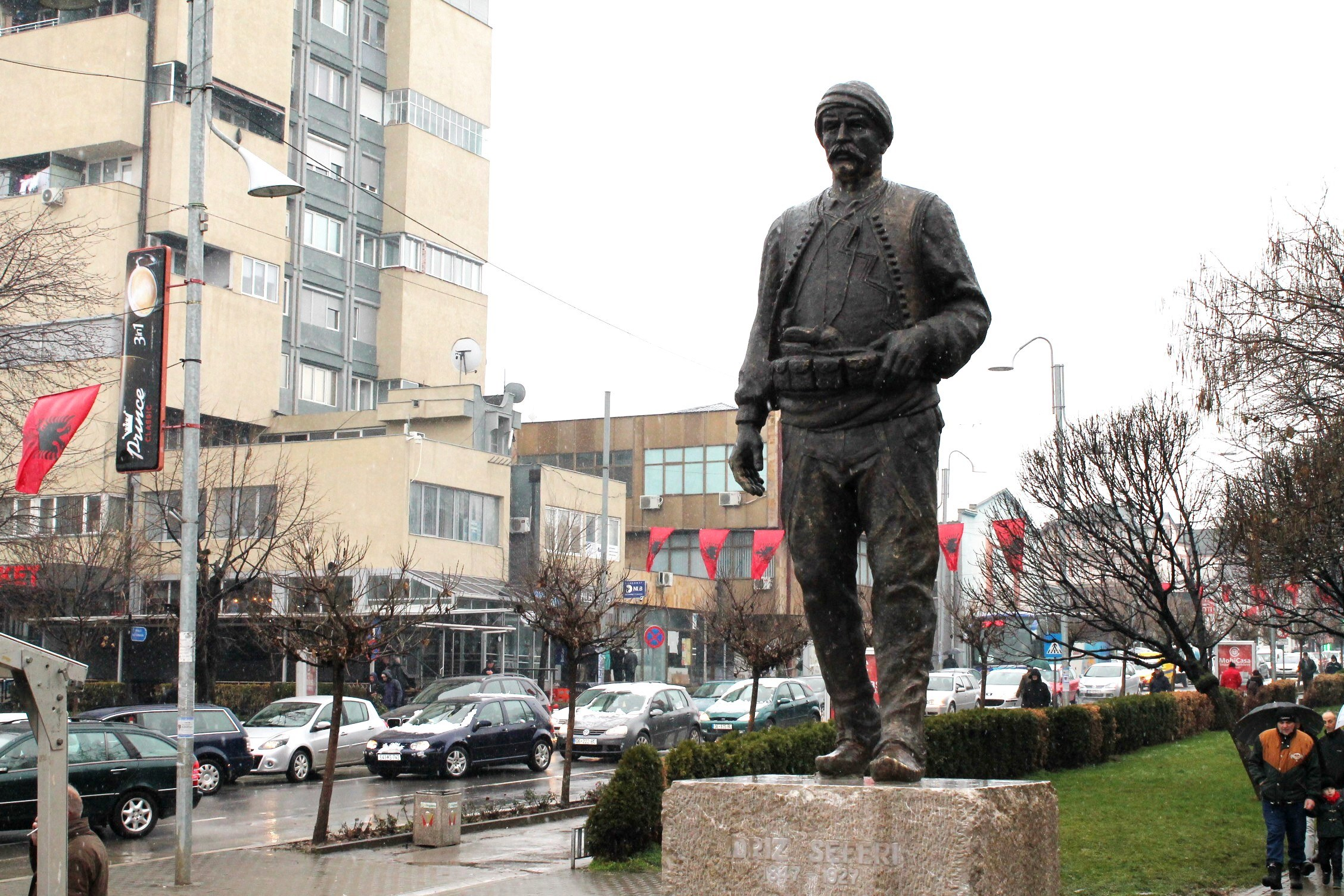
La statue d'Idriz Sefer

- Hilmi Ibar (né en 1947), professeur de chimie et de pédagogie à la Trakya Üniversitesi à Edirne ;
- Goran Svilanović (né en 1963), coordinateur pour le Développement économique et l'Environnement à l'Organisation pour la sécurité et la coopération en Europe ;
- Albert Bunjaku (né 1983), footballeur au 1. FC Nürnberg ;
- Gentiana Ismajli (née en 1984), chanteuse pop ;
- Faton Toski (né en 1987), footballeur au VfL Bochum ;
- Xherdan Shaqiri (né en 1991), footballeur au Fire de Chicago ;
- Granit Xhaka (né en 1992), footballeur à Arsenal Football Club.
- Taulent Xhaka (né en 1991), footballeur au FC Bâle.

(voir aussi Catégorie:Naissance à Gnjilane)

## Coopération internationale
Gjilan/Gnjilane est le siège de l'une des cinq cours de district entre lesquelles s'articule l'organisation judiciaire du Kosovo (Pristina/Prishtina, Pec/Peja, Prizren, Mitroviça/kosovska Mitroviça, Gjilan/Gnjilane) ce qui amené cette ville à recevoir la participation de juges et procureurs internationaux de l'O.N.U. à l'action de la Justice. La Civilian Police (par opposition à la Military Police de l'OTAN) de l'O.N.U. a compté des agents de 52 nationalités différentes. Gjilan ou Gnjilane a hébergé le siège administratif pour la région Sud-Est de la MINUK (Mission d'Administration Intérimaire des Nations unies au Kosovo, en anglais UNMIK : United Nations Mission Interim in Kosovo). Militairement, la ville relevait du commandement Sud-Est de la KFOR (Kosovo Force) de l'O.T.A.N. administrant des forces en majorité américaines et était sécurisée par une garnison installée dans un camp implanté en limite d'agglomération : Camp Montieth. Toutefois le centre de gravité des forces américaines se situait plus à l'Ouest, à Camp Bondsteel, ville militaire multiple avec base terrestre et aérienne créée de toutes pièces en rase campagne, qui constituait en 2001/2002 la base américaine la plus importante en Europe, avant de décliner les années suivant les attentats du 11 septembre 2001 à New York, lorsque l'Afghanistan est devenu prioritaire pour les armées U.S. Les troupes locales du TMK (corps de protection du Kosovo, organisé militairement pour des missions de sécurité civile, à recrutement local, se sont parfaitement comportées lorsque la ville de Gnjilane/Gjilan s'est trouvée quasiment à l'épicentre d'un tremblement de terre de magnitude 5,4 sur l'échelle de Richter, qui a fait un mort (par chute d'une brique), le 24 avril 2002.
Gjilan/Gnjilane a signé des accords de partenariat avec les villes suivantes :
- Lutterbach (France)
- Ypres (Belgique)
- Kukës (Albanie)